# Chrysothrix
Chrysothrix es un género de hongos liquenizados en la familia Chrysothricaceae.  Comúnmente se les denomina líquenes polvo de oro o líquenes polvo de azufre,: 253  a causa de su soredio completamente pulvurulento amarillo brillante a amarillo-verdoso, a veces son tonos naranja. Los especímenes de América del Norte no poseen apotecia.
Crecen sobre cortezas o rocas, generalmente en hábitats sombreados.  A veces se les confunden con especímenes estériles de Chaenotheca, un ascocarpo tipo cabeza de alfiler sobre tallos diminutos, o Psilolechia, que por lo general tiene una apotecia pequeña de color amarillo brillante.  Chrysothrix chlorina se usaba tradicionalmente como tintura marrón para teñir lana en Escandinavia.

## Galería

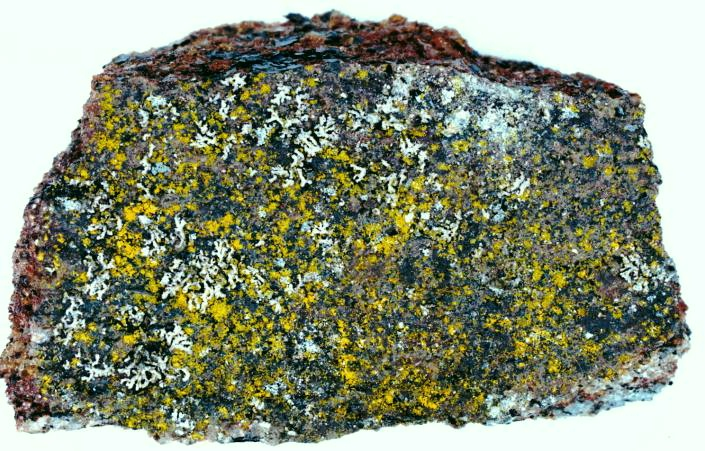
Especie de herbario de Chrysothrix candelaris de un acantilado rocoso en el Parque Estatal Valle de Patapsco Valley en Maryland, EEUU.